# اسلامیه (فردوس)
باغشهر اسلامیه، مرکز بخش اسلامیه شهرستان فردوس، شهری در نزدیکی شهر فردوس در استان خراسان جنوبی ایران است.

## موقعیت
شهر اسلامیه، در ۳۴ درجه و ۲ دقیقه عرض جغرافیایی شمالی و ۵۸ درجه و ۱۳ دقیقه طول شرقی و در ارتفاع ۱۳۳۰ متری از سطح دریا قرار گرفته‌است. این شهر در ۲ کیلومتری شمال شرقی شهر فردوس و در مسیر جاده فردوس-مشهد واقع شده‌است.

## جمعیت
بر پایه سرشماری عمومی نفوس و مسکن در سال ۱۳۹۵ جمعیت این شهر ۷٬۱۰۸ نفر (در ۲٬۱۹۳ خانوار) بوده‌است.

## نام‌گذاری
مردم فردوس قبل از پیدایش شهر اسلامیه به این محدوده باغو (باغ‌ها) می‌گفتند. دلیل این نام‌گذاری این بود که در گذشته باغ‌های تفریحی مردم فردوس در این محل قرار داشته و در واقع محل اقامت تابستانی مردم فردوس همین باغ‌ها بوده‌است.

## پیشینه
اسلامیه در سال ۱۳۲۹ شمسی تنها دارای ۲۲۱ نفر سکنه بود. این شهر تا پیش زلزله ۱۳۴۷ فردوس، به صورت دو آبادی مقصودآباد و بهشت‌آباد، ییلاق فردوس به‌شمار می‌رفت و جمعیت ساکن ثابت چندانی نداشت. پس از زلزله که با تخریب کامل فردوس همراه بود، یکی از علما و روحانیون بزرگ خراسان مرحوم دانش سخنور که در آن زمان از محبوبیت بالایی برخوردار بود، مردم فردوس را ترغیب به مهاجرت به این منطقه و ساخت شهر جدید فردوس در محل فعلی اسلامیه نمود. به این ترتیب، تعدادی از مردم فردوس به این منطقه مهاجرت کردند ولی بخش عمده مردم در محلی که در نزدیکی شهر قدیمی ساخته شده بود ساکن شدند. این اتفاق حتی از دید گزارشگران غربی هم مخفی نماند. میشل فوکو در گزارشی برای روزنامه کوریره دلاسرا به این موضوع اشاره کرده‌است.
پس از این رخداد، جمعیت اسلامیه افزایش یافت به طوری که جمعیت آن در سال ۱۳۵۵ شمسی به ۳٬۷۳۱ نفر (۸۳۲ خانوار) افزایش یافت و در سال ۱۳۶۵ شمسی به ۴٬۴۶۷ نفر (۱٬۰۵۷ خانوار) رسید.
باغ‌های زیبا، قرار گرفتن قسمتی از شاه‌جوی بلده در وسط شهر، خیابان طویلی که آب در دو طرف آن جاری بوده و درختان کهنسال را سیراب می‌کند جاذبه ای برای اهالی و گردشگران به‌شمار می‌آید.
مردم آن آریایی و با گویش تونی (خاص جنوب خراسان و بازمانده از دوران سامانیان)تکلم می‌کنند. دینشان اسلام است و مذهب شیعه اثنی عشری دارند.
پوشش گیاهی طبیعی محل شامل کلپوره، شاه‌تره، درمنه، پودنه و گیاهان مرتعی است و جانوران وحشی از جمله گرگ، شغال، روباه، خرگوش، کبک و سینه‌سیاه در پیرامون آن زندگی می‌کنند.

## آیین‌ها
- نخل برداری: نخل در لغت به معنای تابوت و در بین مردم اسلامیه به تابوت شهدای کربلا اطلاق می‌شود. مردم اسلامیه در اول ماه محرم به آماده‌سازی نخلها و تزئین آن می‌پردازند. آنها در روز عاشورا شروع به نخل برداری می‌کنند[۷]

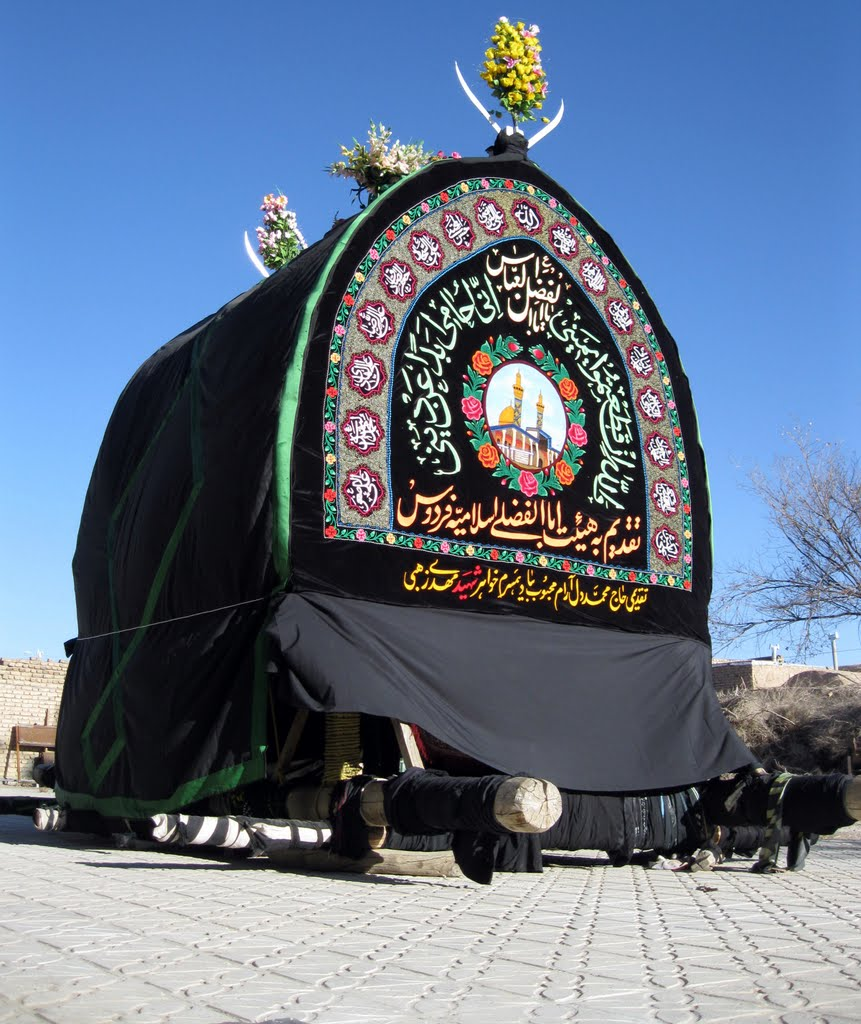
نخل تزئین شده